# Dějiny Baham
První lidé přišli na Bahamy v 1. tisíciletí n. l. Prvními obyvateli ostrovů byli Lucayanové a aravacky mluvící Taínové, kteří připluli mezi lety 500 až 800 z jiných karibských ostrovů. Jejich předkové pocházeli z pevninské Jižní Ameriky, kde aravacky mluvící lidé obývali většinu území, zejména oblasti podél severovýchodního pobřeží.
První písemné záznamy o Bahamách pochází z 12. října 1492, kdy na ostrově Guanahani přistál Kryštof Kolumbus. Ten tento ostrov při své první cestě do Nového světa přejmenoval na San Salvador. První trvalé evropské sídlo na Eleutheře bylo založeno roku 1648. Během 18. století na ostrovech probíhal obchod s otroky, kteří většinou pocházeli z Afriky. Jejich potomci dnes tvoří přibližně 85 % bahamské populace. Bahamy získaly nezávislost na Spojeném království 10. července 1973.

## Před příchodem Evropanů

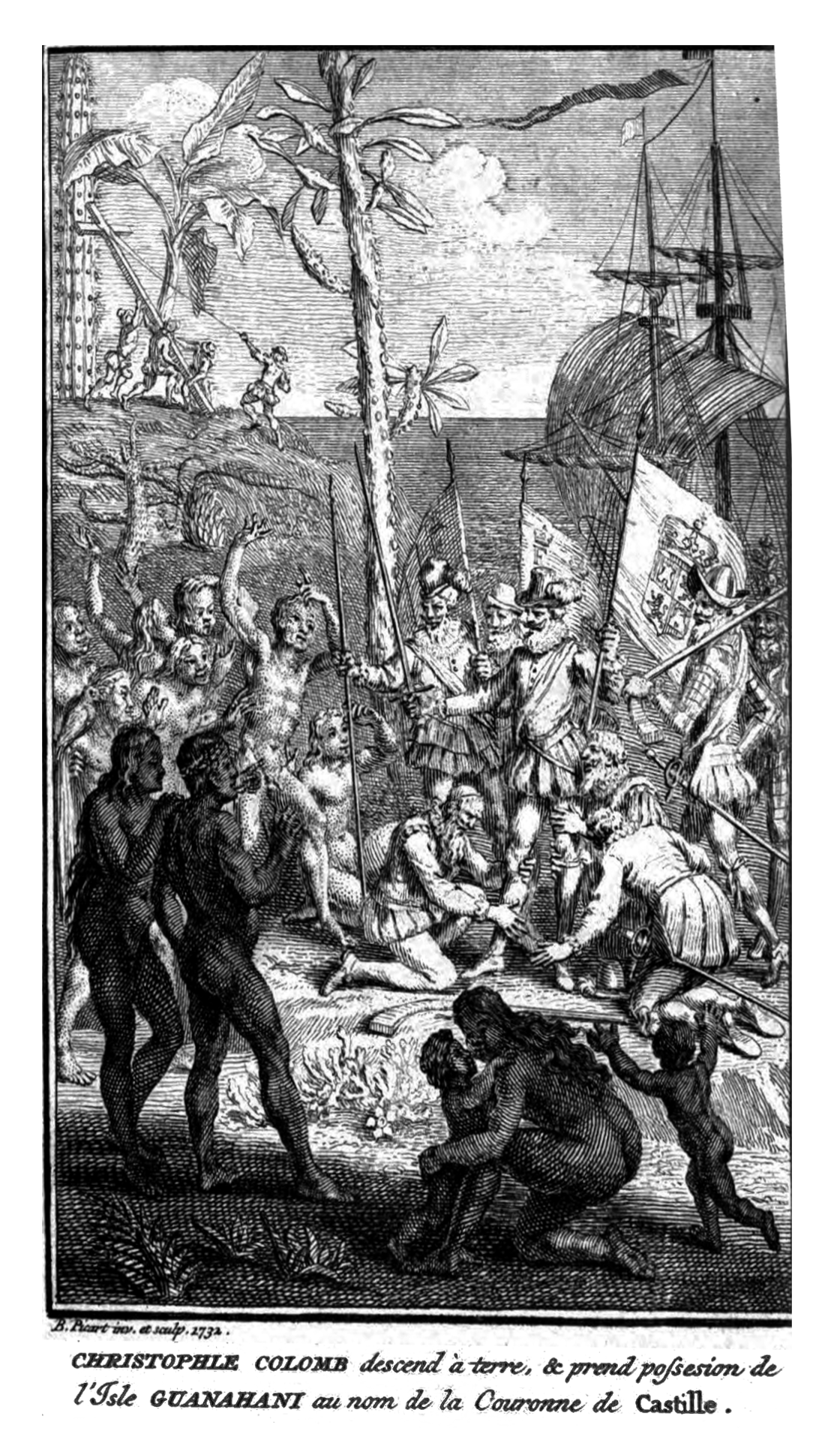
Příjezd Kryštofa Kolumba na Guanahani

Někdy v období let 500 až 800 začali na Bahamy přicházet první Taínové. Na ostrovy se plavili v monoxylech z Hispanioly nebo Kuby. Předpokládané migrační trasy byly z Hispanioly na ostrovy Turk a Caicos, z Hispanioly nebo východní Kuby na ostrov Velká Inagua a z Kuby na Long Island. William Keegan tvrdí, že nejpravděpodobnější trasa byla z Hispanioly nebo Kuby na Velkou Inaguu. Granberry a Vescelius se přiklání ke dvěma migračním trasám z Hispanioly na Turk a Caicos a z Kuby na Velkou Inaguu.
Za přibližně osm set let od počáteční kolonizace se Lucayané rozšířili po celých Bahamách a vzrostla i jejich populace přibližně na 40 000 obyvatel. Hustota obyvatelstva v době prvního kontaktu s Evropany byla vyšší v jižní a centrální části Baham, s klesající tendencí směrem k severu, což odráželo migrační vzorec i kratší dobu osídlení severních ostrovů. Známá lucayanská sídla jsou omezena na devatenáct největších ostrovů v souostroví. Hustota osídlení nejsevernějších ostrovů zůstává nižší, pravděpodobně kvůli suššímu podnebí.
V roce 1492 ze Španělska vyplul na svou první cestu Kryštof Kolumbus se třemi loděmi Niñou, Pintou a vlajkovou lodí Santa Maria hledaje přímou cestu do Asie. Dne 12. října 1492 přistál na Bahamách a oficiálně ostrov zabral pro Španělsko. Tato událost byla dlouho Evropany považována za objevení Ameriky. Lucayané ostrov nazývali Guanahani a Kolumbus jej přejmenoval na San Salvador. Místo prvního přistání Kolumba na americké půdě zůstává nejisté, ale řada autorů akceptuje hypotézu Samuela E. Morisona, který za toto místo považuje Watlingův ostrov. Kolumbus před svým odplutím navštívil i další bahamské ostrovy a pak odplul na Kubu a Hispaniolu.
Španělé o Bahamy projevovali pouze malý zájem a zajímaly je víceméně pouze jako zdroj otroků. Téměř celá populace Lucayanů (celkem téměř 40 000 lidí) byla v následujících třiceti letech přepravena na jiné ostrovy jako pracovní síla. Když se Španělé roku 1520 rozhodli přesídlit i zbývající Lucayany na Hispaniolu, objevili jich pouze jedenáct. Dalších 130 let zůstaly ostrovy neobydlené. Bez nalezišť zlata a bez přítomnosti obyvatelstva Španělé ostrovy fakticky opustili. Zachovali si však na ně titulární nároky, a to až do Pařížského míru z roku 1783, kdy je vyměnili s Brity za východní Floridu.
Po svém prvním přistání Evropané o Bahamách informovali jako o bohatě zalesněném území. Pro získání půdy pro plantáže cukrové třtiny byly lesy rozsáhle káceny. Po zániku plantáží již nebyly lesy obnoveny.

## Osídlení Brity
Po mnoho let se historikové domnívali, že až do 17. století nebyly Bahamy kolonizovány. Nicméně novější studie naznačují, že zde byly dřívější pokusy o osídlení skupinami připlouvajícími ze Španělska, Francie, Británie a Nizozemska. Francouzi se usadili roku 1565 na Abacu a svůj pokus zopakovali roku 1625. V roce 1648 skupina nazývající se Společnost dobrodruhů za plantážnictví na ostrovech Eleutheria vedená Williamem Saylem připlula na Bahamy, aby zde založila kolonii. Tito první osadníci byli puritány a republikány. Bahamy nabízely politickou i náboženskou svobodu a ekonomické příležitosti. Větší ze dvou lodí společnosti, William, ztroskotala na útesech na severním konci ostrova Eleuthera. Při jejím ztroskotání byly ztraceny veškeré zásoby na její palubě. Přestože do osady přicházeli další osadníci, včetně Evropanů, otroků a bývalých afrických otroků z Bermud a přes humanitární dodávky z Virginie a Nové Anglie, bojovala kolonie Eleuthera mnoho let o přežití. Její rozvoj zpomalovala neúrodná půda, boje mezi osadníky a konflikty se Španěly. V polovině 50. let 17. století se mnoho osadníků vrátilo na Bermudy. Zbývající osadníci založili komunity na Harbour Islandu a Saint George's Cay na severním konci Eleuthery. V roce 1670 v těchto komunitách žilo dvacet rodin.
V roce 1666 další kolonisti z Bermud založili osadu na ostrově New Providence, která se brzy stala populačním a komerčním centrem celých Baham. V roce 1670 na ostrově žilo téměř 500 lidí. Na rozdíl od osadníků na Eleutheře, kteří byli především farmáři, první osadníci na New Providence se živili pomocí moře, kdy rabovali především španělské vraky lodí, vyráběli sůl, rybařili, lovili želvy a získávali ambru. Brzy po nich přišli z Bermud na ostrov také farmáři, kteří zde našli úrodnou půdu. Eleutherianská kolonie ani osada na New Providence neměly podle anglického práva žádné právní postavení. V roce 1670 byl správcům Karolíny vydán patent na správu Baham, ale jimi vyslaní guvernéři měli potíže s prosazováním své pravomoci u nezávisle uvažujících obyvatel New Providence.

## Korzáři a piráti

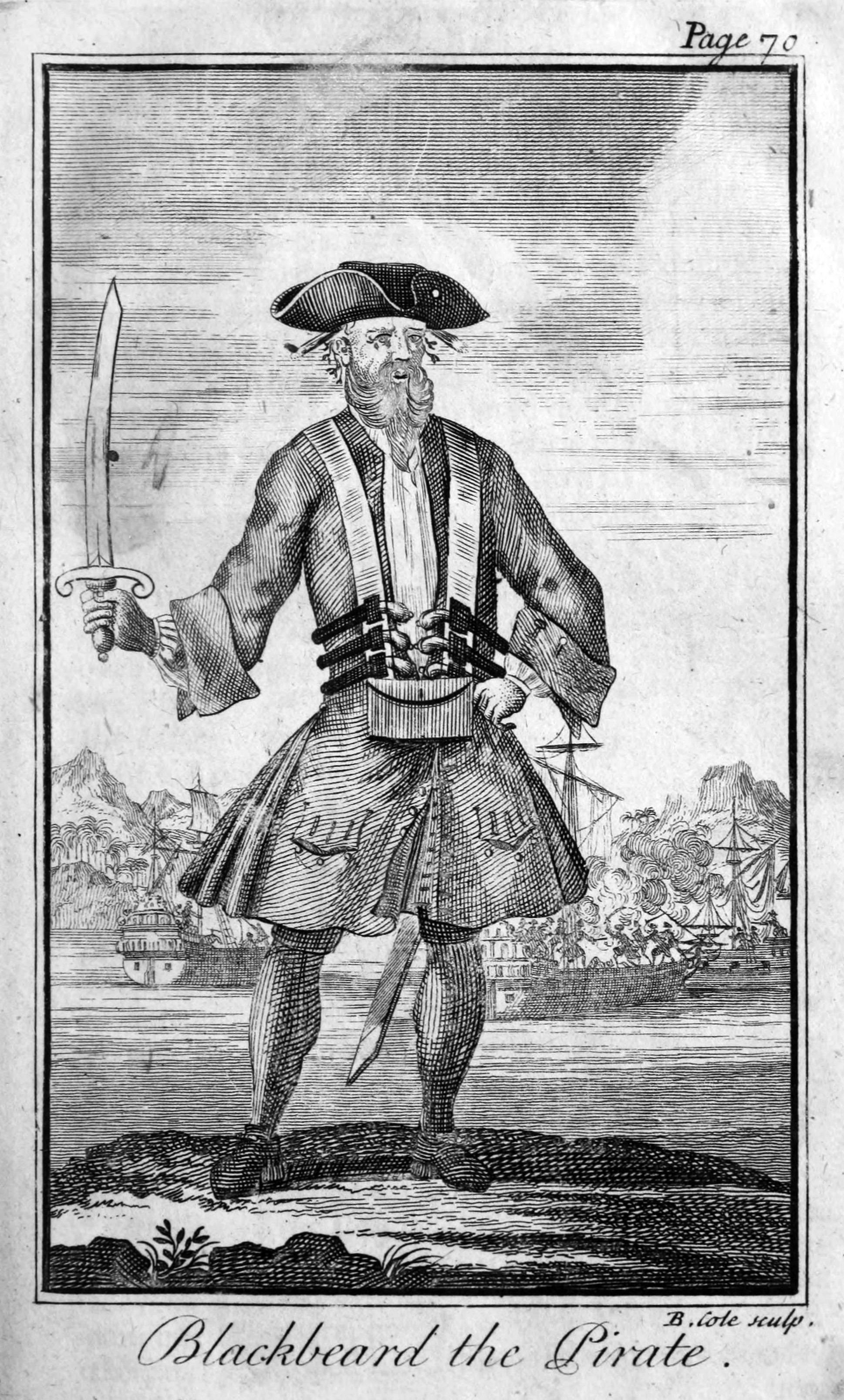
Černovous

Osadníci na Bahamách se brzy dostali do konfliktu se Španěly kvůli vrakům jejich lodí. Bahamci zaháněli Španěly pryč od jejich ztroskotaných lodí, útočili na ně a snažili se ukořisti zboží, které tyto lodě převážely. Když Španělé na Bahamy zaútočili, zdejší osadníci proti nim vyslali korzáry, ač v té době panoval mezi Anglií a Španělskem mír. V roce 1684 vypálili Španělé osady na New Providence a Eleutheře, které poté byly z velké části opuštěny. Podruhé byla osada na New Providence založena roku 1686 lidmi přicházejícími z Jamajky.
V 90. letech 17. století během probíhající války mezi Anglií a Francií si angličtí korzáři vybudovali na Bahamách základnu. V roce 1696 Henry Every, užívající falešné jméno Henry Bridgeman, přivedl svou loď Fancy naloženou pirátkou kořistí do přístavu v Nassau. Every zde podplatil zdejšího guvernéra Nicholase Trotta drahými kovy a také přenecháním lodi Fancy s nákladem 50 tun sloních klů a 100 sudy střelného prachu. Po uzavření míru s Francií roku 1697 se mnoho korzárů stalo piráty. Od té doby se Nassau, hlavní město Baham založené roku 1694, stalo jejich základnou. Guvernéři spravující Bahamy většinou předváděli svou snahu s piráty bojovat, ve skutečnosti však většina z nich byla obviněna ze spolupráce. Od roku 1701 byla Anglie opět ve válce, tentokrát se Španělskem i Francií. V roce 1703 a opět 1706 spojené francouzsko-španělské síly zaútočily na Nassau a vydrancovaly ho. Po těchto útocích někteří z místních obyvatel odešli a správci se vzdali snahy o nastolení vlády nad ostrovy.
Bez fungující vlády na Bahamách sloužilo Nassau i nadále jako pirátská základna, která byla po jedenáct let součástí tzv. korzárské republiky. Korzáři útočili na španělské a francouzské lodě, zatímco ti několikrát vypálili Nassau. Když válka o španělské dědictví v roce 1714 skončila odmítli někteří korzáři tuto skutečnost akceptovat a stali se z nich piráti. Podle odhadu historiků využívalo Bahamy v roce 1713 na tisíc pirátů.
Z korzárské republiky se stala pirátská republika. Nassau a další místa na Bahamách využívalo minimálně 20 pirátských kapitánů jako svůj domovský přístav. Mezi těmito piráty byli i Henry Jennings, Černovous, Benjamin Hornigold či Stede Bonnet. Mnoho osadníků se v této době přestěhovalo z New Providence na Eleutheru či Abaco, aby tak uniklo obtěžování ze strany pirátů. Na druhou stranu obyvatelé Harbor Islandu sloužili dobrovolně pirátům jako prostředníci při styku s obchodníky připlouvajícími z Nové Anglie či Virginie.

## Navrácení Baham pod správu koruny

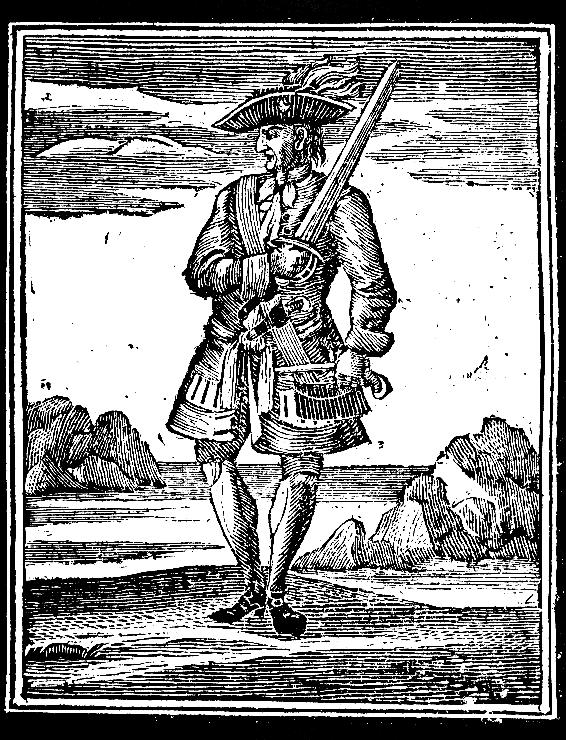
Dřevoryt Rackhama známého jako Calico Jack z 18. století, z knihy o pirátech od Charlese Johnsona

Woodes Rogers v roce 1713 přišel s nápadem na expedici na Madagaskar s cílem potlačit místní piráty a vytvořit zde britskou kolonii. Jeho přátelé Richard Steele a Joseph Addison jej však přesvědčili, aby se místo toho vypořádal s piráty na Bahamách. Přesvědčili správce Karolíny, aby vládu nad Bahamami předali králi, přičemž si však ponechali nárok na toto území. V roce 1717 král Jiří I. jmenoval Rogerse guvernérem Baham a vydal dekret udělující milost každému pirátovi, který se vzdá britskému guvernérovi do jednoho roku.
Zpráva o novém guvernérovi i slíbené milosti dorazila do Nassau ještě před příjezdem Rogerse. Někteří z pirátů byli ochotní nabídku milosti přijmout. Jiní nebyli ještě připraveni se vzdát. Mnozí z nich byli jakobité, tedy příznivci dynastie Stuartovců, kteří se považovali za nepřátele krále Jiřího I. z Hannoverské dynastie. Další se považovali za rebely. Když loď královského námořnictva přivezla do Nassau oficiální nabídku milosti, mnozí z pirátů ji plánovali přijmout. Brzy však odpůrci získali převahu a donutili loď k odplutí.
Černovous, Stede Bonnet, Nicholas Brown a Edmond Condent opustili Bahamy. Do popředí se tak dostali Charles Vane, Calico Jack a Edward Seegar. Vane se snažil zorganizovat odpor proti připlouvajícím královským autoritám, dokonce apeloval na Jakuba Františka Stuarta, aby jim poskytl pomoc při udržení Baham a umožnil obsazení Bermud pro Stuartovce. Jejich očekávání se nenaplnilo a s přibližujícím se datem Rogersova příjezdu se Vane a jeho posádka připravovali na odchod z Nassau.
Woodes Rogers připlul do Nassau koncem července 1718 spolu s jeho 460tunovou válečnou lodí, dalšími třemi loděmi patřícími jeho společnosti a s doprovodem tří lodí královského námořnictva. Tyto lodě uvěznily v přístavu Nassau loď Charlese Vaneho. Jeho posádka loď zapálila a vyslala proti Rogersovým lodím. V nastalém zmatku se jim poté podařilo uniknout na menší lodi, kterou ukořistili jinému pirátovi. Ostatní populace Nassau příjezd Rogerse vítala. Bylo mezi nimi asi 200 osadníků a 500 až 700 pirátů, kteří chtěli přijmout královskou milost. Nejvýznamnější z nich byl Benjamin Hornigold.
Rogers získal kontrolu nad Nassau, ale Vane uprchl a ohrožoval guvernéra i jeho síly. Poté, co se guvernér dozvěděl, že španělský král hodlá vyhnat Angličany z ostrovů, začal posilovat obranu Nassau. Přišel také o téměř sto mužů, kteří podlehli blíže nespecifikované nemoci a lodi královské námořnictva odpluly plnit jiné úkoly. Rogers své lodi poslal do Havany, aby ujistil španělského guvernéra o jeho snahách potlačit pirátství a podporovat obchod.
Vane zaútočil na několik menších bahamských osad, ale po útoku na silnější francouzskou fregatu byl z kapitánské pozice sesazen pro zbabělost a kapitánem se stal Calico Jack. Vane se již nikdy na Bahamy nevrátil, později byl chycen a popraven na Jamajce. Rackham a jeho posádka se později vrátila do Nassau, kde se vzdala Rogersovi a přijala královu milost.
V Nassau se Rackham zapletl s Anne Bonny a pokusil se anulovat její manželství s jiným bývalým pirátem, Jamesem Bonnym. Rogers však toto anulování zablokoval a Rackham s Anne opustili Nassau a opět se stali piráty. Během několika měsíců byli zajati a přivezeni na Jamajku. Byli usvědčeni z pirátství a Rackham byl popraven. Bonny byla poslána do vězení a díky svému těhotenství unikla popravě. Její další osud je neznámý.
Když spolu Španělsko a Anglie opět roku 1719 začaly válčit, mnoho bývalých pirátů bylo Angličany najato jako korzáři. Španělská invazní flotila vyrazila k Bahamám, ale byla odkloněna do Pensacoly na Floridě, které bylo předtím obsazeno Francouzi. Rogers dál pokračoval ve vylepšování opevnění Nassau, za které utratil své jmění a také se vysoce zadlužil. V roce 1720 bylo Nassau napadeno Španěly. V roce 1722 se Rogers vrátil do Británie, aby požádal o proplacení peněz, které utratil za obranu Nassau, ale dočkal se pouze zprávy, že byl ve funkci guvernéra nahrazen. Poté byl poslán do vězení pro dlužníky. Nakonec jej jeho věřitelé dluhů zprostili a on byl propuštěn.
Jeho osobní život se začal obracet k lepšímu poté, co byla roku 1724 publikována kniha General History of the Robberies and Murders of the Most Notorious Pirates, která Rogerse oceňovala za jeho úsilí při potlačení pirátství na Bahamách. Král mu poté přiznal důchod se zpětnou platností k roku 1721. V roce 1728 započalo jeho druhé funkční období guvernéra Baham. Zde rozpustil koloniální shromáždění, které neschválilo daně, které měly sloužit na opravu opevnění Nassau.

## Konec 18. až 19. století

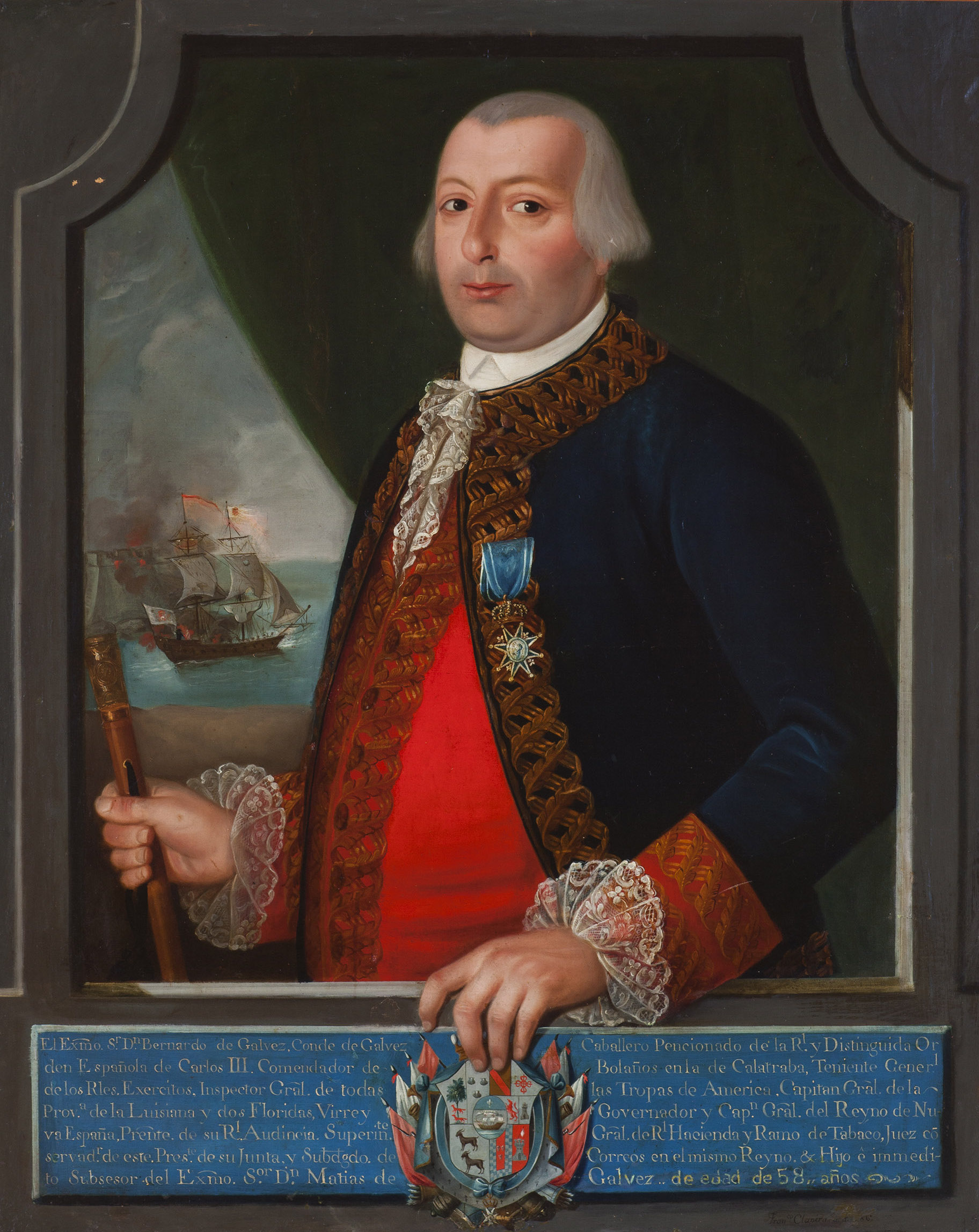
Portrét Bernarda de Gálveze

Během americké války za nezávislost byly roku 1782 Bahamy dobyty španělskými silami pod velením generála Bernarda de Gálvez. Expedice britsko-amerických loyalistů vedená plukovníkem Andrewem Deveauxem v roce 1783 získala Bahamy zpět. Po skončení americké revoluce Britové ostrovy věnovali americkým loyalistům, kteří museli po vzniku Spojených států odejít do exilu. Populace málo obydlených Baham se během několika let ztrojnásobila. Po příchodu loyalistů se komoditní plodinou stala bavlna, ale její výnos byl snižován poškozením způsobeným hmyzem a také vyčerpáním půdy. Na ostrovy se také dováželo čím dál více afrických otroků. Většina současných obyvatel ostrovů je potomky právě těchto otroků, kteří byli přiváženi kvůli práci na plantážích. Kromě toho byly na ostrovech usídleny také tisíce Brity osvobozených otroků z cizích otrokářských lodí poté, co byl v Británii obchod s otroky v roce 1807 zakázán.
Poté, co na začátku 20. let 19. století na základě smlouvy Adams-Onís přešla Florida ze španělských rukou pod správu Spojených států, stovky afrických otroků z Floridy uprchlo a většina z nich se usadila na Androsu a dalších bahamských ostrovech. V roce 1823 došlo k hromadnému útěku tří set otroků. I když počet útěků byl zredukován výstavbou majáku na Cape Florida v roce 1825, i nadále otroci hledali svobodu na Bahamách. V roce 1834 tradiční plantážnický život na Bahamách skončil poté, co byli ve většině britských kolonií otroci osvobozeni.
Ve 30. a 40. letech 19. století rostlo napětí mezi Británií a Spojenými státy poté, co část amerických obchodních lodí, které byly součástí obchodu s otroky, vplulo do Nassau nebo ztroskotalo na jeho útesech. Stalo se tak lodím Hermosa v roce 1840 a Creole v roce 1841, které k Bahamám zamířily po vzpouře otroků na jejich palubách. Británie vyhlásila, že otroci, kteří se dostanou na Bahamy či Bermudy budou osvobozeni a odmítla tak snahy USA o jejich navrácení.
Během americké občanské války Bahamy prosperovaly, sloužily jako základna pro obchod s bavlnou, která byla dodávána do anglických továren a také pro obchod se zbraněmi a municí. Nic z toho však ostrovům neposkytovalo trvalou prosperitu a nedařily se ani pokusy s pěstováním různých druhů plodin na vývoz.
S osvobozením otroků karibské společnosti získali rigidní rasovou stratifikaci, která byla posílena ještě nerovnoměrným rozdělením bohatství a moci. Toto rozdělení společnosti na bílé, míšence a černochy existovalo až do 40. let 20. století a v některých oblastech i déle.

## Počátek 20. století
V roce 1911 se objevilo hnutí s krátkou dobou trvání, usilující o to, aby se Bahamy staly součástí Kanady. Ačkoliv hnutí získalo v Nassau značnou podporu a podporovala jej i kanadská pojišťovací společnost Sun Life, skončily tyto snahy neúspěchem. Částečně za neúspěchem stál i nesouhlas britské vlády o spojení převážně černošské kolonie s kolonií převážně bělošskou.

## Bahamy ve válce

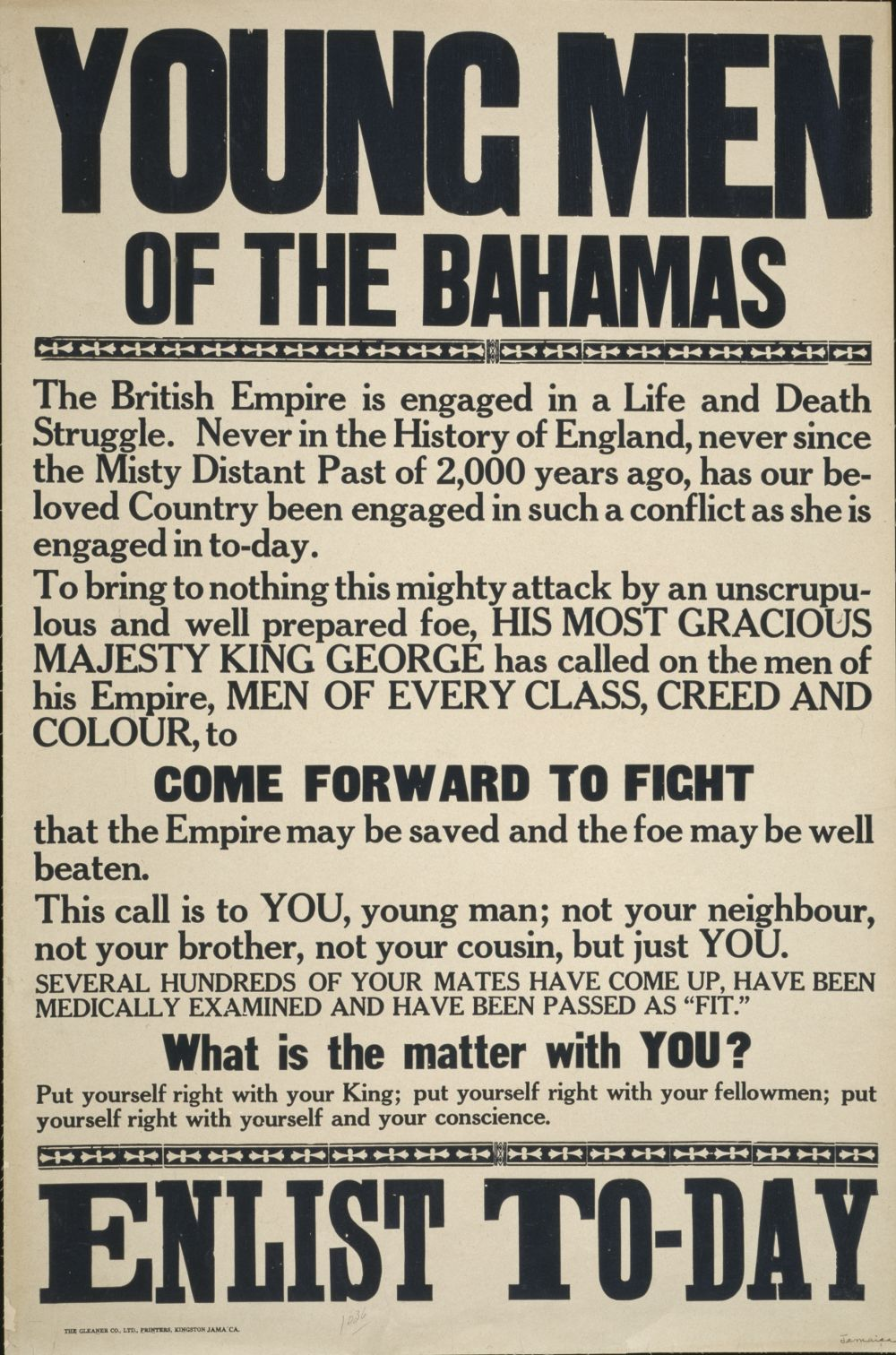
Náborový plakát do British West Indiens Regimentu, 1915

Během první světové války začaly organizace jako Císařský řád dcer říše či Cech Bahamského Červeného kříže vybírat peníze, jídlo a oblečení pro vojáky a civilisty v Evropě. Také několik Bahamců známých jako Gallant Thirty se na počátku roku 1915 přidalo k British West Indies Regimentu. Dalších asi 1800 jich sloužilo v kanadské, britské či americké armádě.
V lednu 1940 bylo v Nassau otevřeno první letiště na Bahamách Oakes Field, pojmenované po milionáři Harrym Oakesovi, který se významně přičinil o vybudování letiště. Před otevřením tohoto letiště, byla letecká doprava zajišťována převážně hydroplány.
V roce 1940 byl na místo guvernéra Baham dosazen vévoda z Windsoru Eduard VIII., který na Bahamy přijel se svou ženou Wallis Simpsonovou v srpnu 1940. Po svém příjezdu byli nemile překvapeni ze stavu guvernérova sídla. Jeho nová funkce se vévodovi nelíbila a Bahamy označil za britskou kolonii třetí kategorie. Britské ministerstvo zahraničí hlasitě protestovalo, když se vévoda s vévodkyní hodlali plavit na palubě jachty patřící švédskému magnátovi Axelu Wenner-Grenovi, který byl americkou zpravodajskou službou mylně považován za blízkého přítele velitele Luftwaffe Hermanna Göringa. Vévoda však byl ceněn za svůj boj proti chudobě na ostrovech, i když místními obyvateli pohrdal stejně jako s jiným než bělošským obyvatelstvem impéria. Dále byl vévoda ceněn i za vyřešení občanských nepokojů ohledně nízkých mezd, ke kterým došlo v červnu 1942 v Nassau. Na svou funkci vévoda rezignoval 16. března 1945.
Během druhé světové války Spojenci soustředili svůj letecký výcvik i protiponorkové operace v oblasti Karibiku na Bahamách.
V dubnu 1942 požádala Velká Británie Kanadu o vojenskou podporu v Nassau, jako součást ochranné služby vévody z Windsoru. No. 33 company, Veterans Guard of Canada byla vyslána na ostrovy kam dorazila v červnu téhož roku. Kanadská posádka opustila Nassau v roce 1946.

## Poválečné období

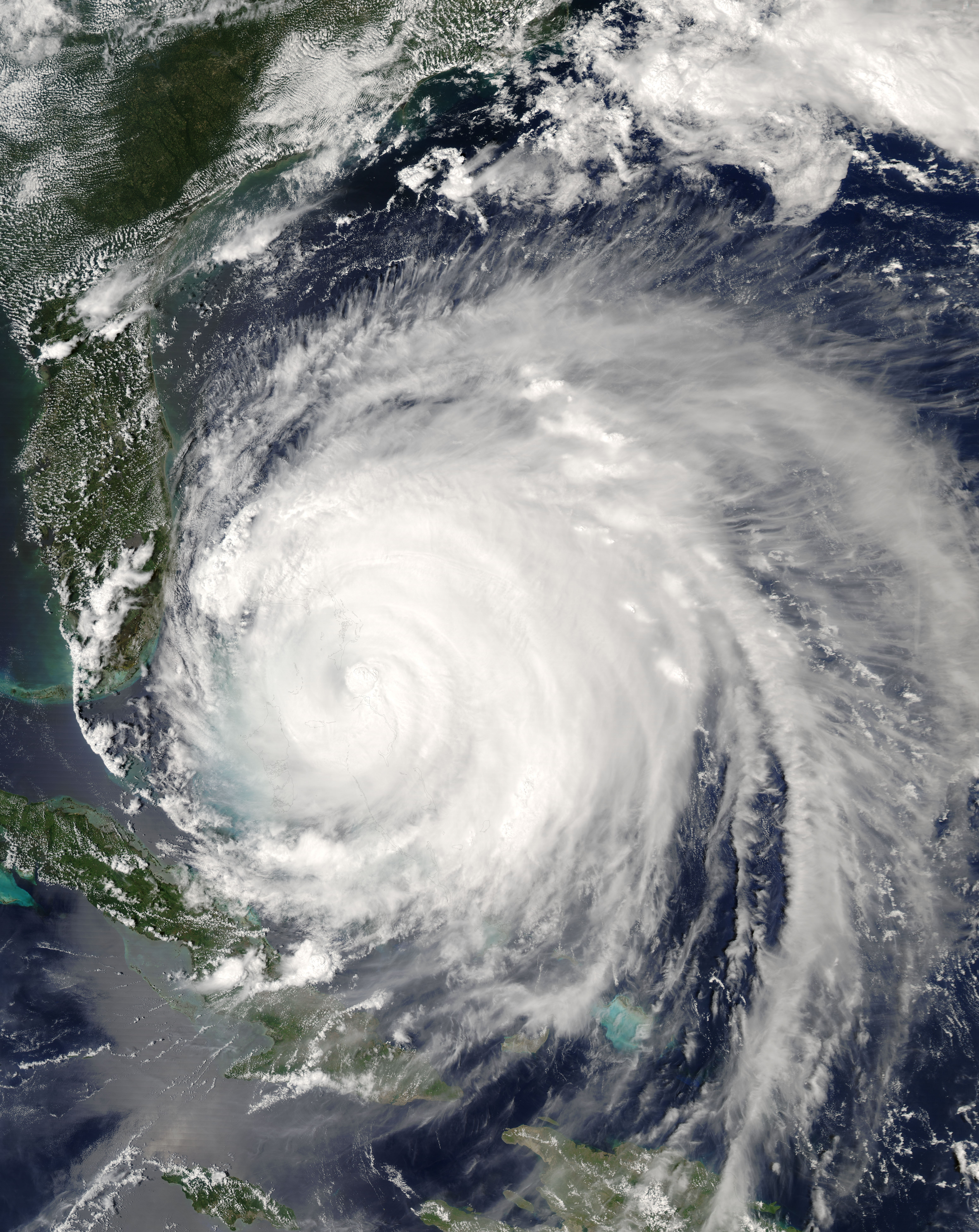
Hurikán Frances nad Bahamami, 2004

Z letiště se po válce stalo v roce 1957 Mezinárodní letiště Nassau a pomohlo s rozvojem hromadné turistiky, která se ještě zvýšila po uzavření Havany americkým turistům v roce 1961. Uchovávání bankovního tajemství a neexistencí daní z příjmů právnických osob vedlo v poválečném období k rychlému růstu zahraničního finančního sektoru.
Na začátku 80. let 20. století se Bahamy staly hlavním centrem obchodu s drogami. Přibližně 90% veškerého kokainu, který se v té době dostal do USA pravděpodobně prošlo přes Bahamy. V roce 1974 byly mezi Bahamami a Kubou navázány diplomatické vztahy. V následujícím desetiletí, kdy masivní imigrace z Kuby ohrožovala bahamskou ekonomiku, Kuba odmítla repatriaci svých občanů.
V září 2004 se přes Bahamy přehnal hurikán Frances a zanechal po sobě rozsáhlé škody. O tři týdny později hurikán Jeanne pokácel stromy, vysklil okna a také způsobil záplavy z moře na ostrovech Abaco a Grand Bahama.